# The End (canção de The Beatles)
"The End" é uma canção da banda de rock inglesa The Beatles, do álbum Abbey Road, de 1969, composta por Paul McCartney e creditada a Lennon–McCartney. Foi a última música gravada coletivamente pelos quatro Beatles e é a última música do medley do segundo lado do álbum. A música apresenta o único solo de bateria gravado por Ringo Starr com os Beatles e é a única a ter um solo dos quatro Beatles.
Começou a ser gravada em julho de 1969, com o nome de "Ending" e terminou de ser gravada no mês seguinte. Foi inicialmente planejada para ser a faixa final do álbum, mas acabou sendo seguida por "Her Majesty". É a última gravação conhecida envolvendo todos os quatro membros dos Beatles durante a existência da banda.
É conhecida pelo infâme solo de bateria de Ringo e pelos solos de guitarra rotativos de dois compassos de McCartney, Harrison e Lennon, além de seu trecho lírico final. A canção é muito referenciada, com seu dístico final possuíndo muitas menções na cultura pop e sendo um símbolo de fim.

## Composição e gravação
McCartney disse: "Eu queria que [o medley] terminasse com um pequeno dístico significativo, então segui o Bardo e escrevi um dístico." Em sua entrevista de 1980 para a Playboy, John Lennon reconheceu a autoria de McCartney dizendo: "É Paul de novo... Ele tinha uma frase: 'E no final, o amor que você recebe é igual ao amor que você dá', que é uma frase muito cósmica e filosófica. O que prova novamente que, se ele quiser, ele pode pensar." Lennon citou incorretamente a frase na versão original em inglês; as palavras reais são: "E no final, o amor que você recebe é igual ao amor que você faz..."
As gravações começaram em 23 de julho de 1969, quando os Beatles gravaram uma tomada master de um minuto e trinta segundos que foi estendida por meio de overdubs para dois minutos e cinco segundos. Nesse ponto, a música foi chamada de "Ending". Os primeiros vocais da música foram adicionados em 5 de agosto, vocais adicionais e overdubs de guitarra foram adicionados em 7 de agosto, e baixo e bateria em 8 de agosto, dia em que a infame foto da capa do Abbey Road foi tirada. Overdubs orquestrais foram adicionados em 15 de agosto, e o piano de encerramento e o vocal de acompanhamento em 18 de agosto.

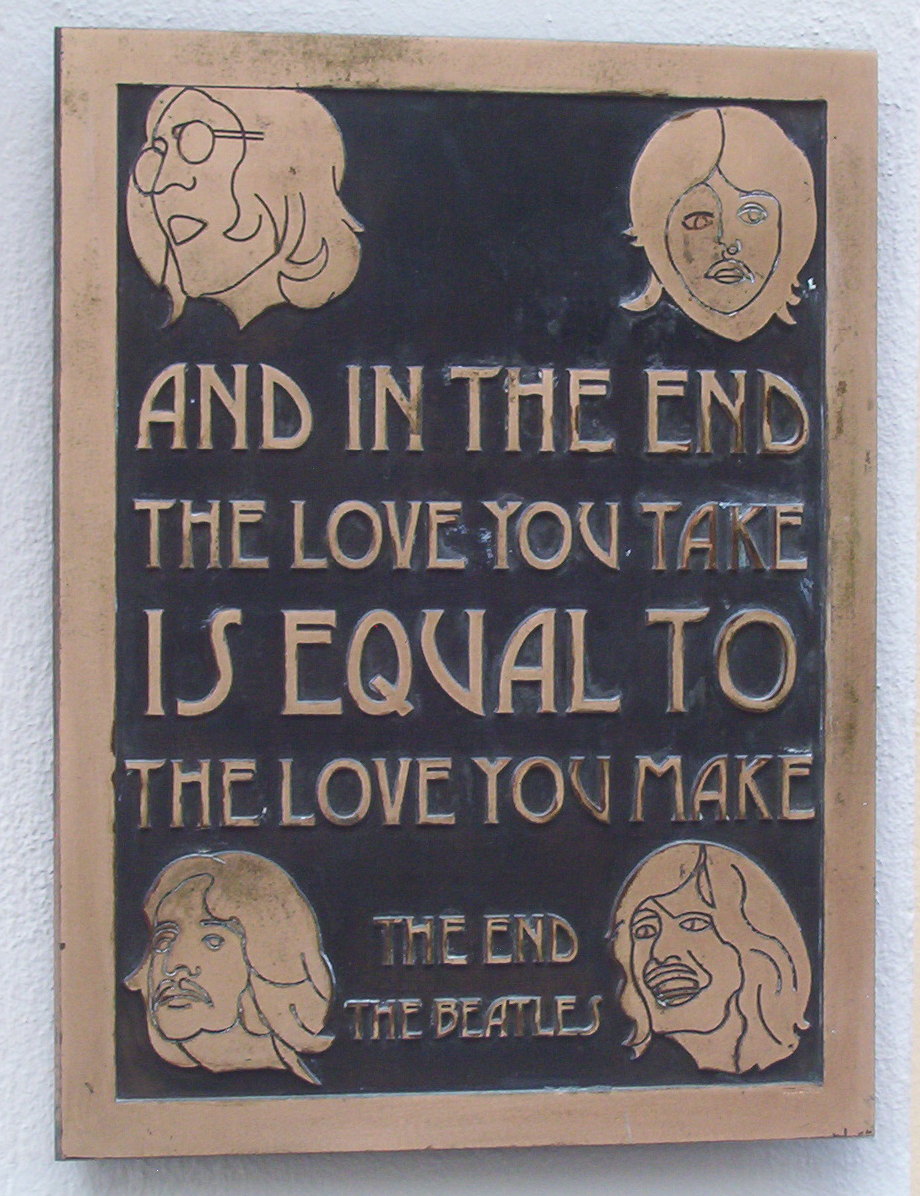
A letra final de "The End" inspirou esta placa.

Todos os quatro Beatles têm um solo em "The End", incluindo um solo de bateria de Ringo Starr. Starr não gostava de solos, preferindo atender ao trabalho de bateria de quem cantava em uma determinada apresentação, e de fato este é o único solo de bateria que Starr gravou com os Beatles. Seu solo em "The End" foi gravado com doze microfones ao redor de sua bateria; em sua execução, ele disse que copiou parte da bateria de Ron Bushy na faixa "In-A-Gadda-Da-Vida" do Iron Butterfly. A tomada em que Starr executou o solo originalmente tinha acompanhamento de violão e pandeiro, mas outros instrumentos foram silenciados durante a mixagem, dando o efeito de um solo de bateria.
McCartney, George Harrison e Lennon executam uma sequência rotativa de três solos de guitarra de dois compassos. A ideia de um instrumental de guitarra nesta seção foi de Harrison, e Lennon sugeriu que os três tocassem uma seção cada. Os solos começam aproximadamente 53 segundos após o início da música. Geoff Emerick, o engenheiro de gravação dos Beatles, mais tarde lembrou: "John, Paul e George pareciam ter voltado no tempo, como se fossem crianças novamente, tocando juntos pelo puro prazer de tocar. Mais do que tudo, eles me lembravam pistoleiros, com suas guitarras amarradas, olhares de determinação de olhos de aço, determinados a superar uns aos outros. No entanto, não havia animosidade, nenhuma tensão - você poderia dizer que eles estavam simplesmente se divertindo."  A música é a única a conter um solo de cada um dos quatro Beatles.
Os dois primeiros compassos são tocados por McCartney, os dois próximos por Harrison, os dois próximos por Lennon e, em seguida, a sequência se repete duas vezes. Cada um tem um estilo distinto que McCartney sentiu que refletia suas personalidades. Imediatamente após o terceiro solo de Lennon, os acordes de piano da linha final "And in the end..." começam. Então, o arranjo da orquestração assume com um refrão cantarolado e Harrison tocando um solo de guitarra final que encerra a música.
"The End" foi inicialmente planejada para ser a faixa final de Abbey Road, mas acabou sendo seguida por "Her Majesty". Embora "The End" seja a última gravação nova conhecida envolvendo todos os quatro membros dos Beatles durante a existência da banda, uma música adicional, "I Me Mine", foi gravada por três membros do grupo (Lennon estava ausente devido a uma saída privada em setembro de 1969) em janeiro de 1970 para o álbum Let It Be. A canção foi a última gravada coletivamente pelos quatro Beatles e é a última música do medley do segundo lado do álbum.
O álbum de compilação de 1996 Anthology 3 contém uma versão remixada de "The End", restaurando overdubs de pandeiro e guitarra mixados do original e editados para enfatizar os solos de guitarra e overdub orquestral. A faixa é seguida por uma variante do longo acorde de piano que encerra "A Day in the Life", concluindo a compilação. O solo de bateria foi usado mais tarde no início de "Get Back" no álbum Love de 2006.

## Estrutura musical
A música começa em Lá maior, com uma estrutura inicial I–IV–II–V–I combinando com os vocais em "Oh, yeah, all right!" Isso é seguido por um ♯iv padrão dim–I (acorde D♯ dim para A) em "dreams tonight". Durante isso, o baixo acompanhante e uma guitarra movem-se cromaticamente de A para B e D♯, enquanto a segunda guitarra harmoniza uma terça menor mais alta para atingir F♯. Um solo de bateria de oito compassos como uma declaração final de reconhecimento ao seu "baterista firme e sólido" termina com um crescendo de colcheias e baixo e guitarra base em acordes de sétima para o canto "Te amo". Os três solos de guitarra sequenciais giram através de mudanças de I7 (acorde A7 )–IV7 (acorde D7 ) na tonalidade de A em uma mistura de "escalas pentatônicas maiores e menores com slides, paradas duplas, notas repetidas, passagens de cordas graves e curvas lamentosas". Gould chama essas tomadas de estúdio ao vivo de "pequenos esboços de personagens":
Paul abre com uma linha caracteristicamente fluida e melodicamente equilibrada que soa um Lá alto antes de serpentear uma oitava abaixo na escala; George responde subindo para um Ré ainda mais alto e sustentando-o por meio compasso antes de descer em pares sincopados de semicolcheias; John então retoma o padrão das semicolcheias de George com uma série de terças agitadas que martelam implacavelmente no segundo e no sétimo graus achatados da escala. Na segunda vez, Paul responde às sétimas achatadas de John com terças menores de blues e então ecoa a linha anterior de George, subindo em espiral até o mesmo Ré agudo; George responde com algumas terças menores próprias, enquanto imita o ritmo agitado da parte de John; John então desce duas oitavas para soltar uma linha gutural de uma única nota. Neste solo final de dois compassos, Paul toca quase nada além de terças menores e sétimas achatadas em um ritmo irregular que termina com um mergulho repentino para um lá baixo; George então alcança as estrelas com uma linha ascendente íngreme que é lançada uma oitava acima de qualquer nota ouvida até então; e John termina com uma sequência de quartas insistentes e fortemente distorcidas, formuladas em tercinas, que se arrastam atrás da batida e rangem contra a harmonia de fundo.
O "Ah" final está em dó com uma cadência Plagal espiritualmente evocativa IV–I (acorde F–C) no piano enquanto as vozes fazem uma mudança de F para E. "And in the end the love you take" está em Lá maior, mas o acorde Sol/Lá que sustenta a palavra "amor" começa a dissolver a certeza do ouvinte de que o acorde está em Lá, ao adicionar um ♭VII. A próxima linha nos desloca para a nova tonalidade de C, com um acorde iv (F) que ameaça o domínio do F♯ da tonalidade A que está partindo: "Is eq-ual" (apoiado sucessivamente pelos acordes IV (F)–iii (Em) com uma linha de baixo A–G) "to the love" (apoiado sucessivamente pelos acordes ii (Dm)–vi (Am)–ii7 (Dm 7 ) com uma linha de baixo F–E) "you make" (apoiado por um acorde V7 (G7 )). Os compassos finais na tonalidade de Dó envolvem uma progressão do tipo rock I–II– ♭ III e uma cadência suave IV–I que parecem reconciliar instintivamente diferentes gêneros musicais.

## Recepção crítica
Richie Unterberger, da AllMusic, considerou "The End" como "a versão do grupo sobre a improvisação comum ao heavy rock do final dos anos 60, embora, como de costume, os Beatles o tenham feito com muito mais precisão econômica do que qualquer outra pessoa". John Mendelsohn, da Rolling Stone, disse que era "um epitáfio perfeito para nossa visita ao mundo dos devaneios dos Beatles: 'O amor que você recebe é igual ao amor que você faz'". O portal também considera que ela poderia ter sido vista como descartável se lançada como uma faixa independente do álbum, mas funcionou extremamente bem nas músicas seguidas que ocuparam a maior parte da última metade de Abbey Road.
Em 2007, "The End" foi classificada em 7º lugar na lista da revista Q "As 20 melhores faixas de guitarra".

## Legado
- A música está incluída em The Beatles: Rock Band.[32]
- No filme Fritz the Cat, de Ralph Bakshi, de 1972, Fritz cita a frase "o amor que você dá é igual ao amor que você recebe" ao decidir não plantar uma bomba em uma usina nuclear e rejeitar políticas revolucionárias violentas. O criador do personagem, Robert Crumb, denunciou esse diálogo como "caipira e fascista".[33]
- Os Beastie Boys samplearam uma parte de "The End" para sua faixa " The Sounds of Science " do Paul's Boutique.[34]
- Paul McCartney cantou o dístico de encerramento de "The End" na cerimônia de abertura das Olimpíadas de Verão de 2012, pouco antes de encerrar o evento com uma apresentação da música "Hey Jude".[35]
- O dístico final é cantado por kd lang e parcialmente falado por Robin Williams (como o personagem Lovelace) no final do filme Happy Feet.[36]
- A canção é muito usada como a última música tocada em estações de rádio, como a KMET[37][38] e KSWD[39][40] em Los Angeles, bem como WNEW-FM na cidade de Nova York.[41]
- O locutor britânico e DJ da BBC Ken Bruce escolheu a música como a faixa final tocada em seu último programa na BBC Radio 2 em 3 de março de 2023.[42]
- Phil Collins fez um cover do medley completo do álbum de 1998 de George Martin, In My Life (que também incluía "Golden Slumbers" e "Carry That Weight").[43]

- A dupla de comédia rock Tenacious D lançou um mashup de "You Never Give Me Your Money" e "The End" em 1º de julho de 2021. Os lucros beneficiaram o Médicos Sem Fronteiras.[44]

## Créditos
Por Ian MacDonald e Kenneth Womack:
- Paul McCartney – vocal principal e de apoio, baixo, piano, solo de guitarra (Epiphone Casino)[46]
- John Lennon – vocais harmoniosos, guitarra base, solo de guitarra (Epiphone Casino)[46]
- George Harrison – vocais harmoniosos, guitarra base e solo, solo de guitarra (Gibson Les Paul)[46]
- Ringo Starr – backing vocals, bateria, pandeiro[47]
- George Martin – orquestração[6]
- Não creditado – 12 violinos, quatro violas, um contrabaixo, quatro trompas, três trombetas, um trombone, um trombone baixo[47]